# 薗田峻輔
薗田 峻輔（そのだ しゅんすけ、1989年9月26日 - ）は、東京都出身のプロゴルファー。2010年明治大学2年からプロゴルフツアーに参戦。5戦目のミズノオープンで初優勝を果たし、同年7月の全英オープンに参戦。

## プロフィール
- 3歳の時からゴルフの英才教育を受け、中学の時、オーストラリアに単身2年間ゴルフ留学している。ジュニアのトーナメントを総ナメにしていた。 杉並学院高等学校に入学、2年後輩には石川遼がいた。二人は2007年にチームとして全国高校選手権などで活動した。石川からは薗田君と呼ばれている。また愛称はKINGであった。
- 二人は小学生時代から知り合いで、石川は彼を慕って杉並学院に入学したと言われている。ジュニア時代はKINGと言われる程各トーナメントで優勝をしており、腹も出ていた。明治大学政治経済学部に進学し明大のゴルフ部で1年の時から活躍したが早くも2年次においてプロ転向している。
- プロにはQTを受けて合格しおり、ブリヂストンスポーツとライセンス契約を済ませている。
- 2010年度は賞金ランキングで10位に入り、最優秀新人賞を受賞した[1]。
- 2011年シーズンは、デンマークの銀行を母体に持つサクソバンクFX証券とスポンサー契約を締結。これにより右腕部分に同社のロゴが入ったシャツをプレー中に着用することとなった。
- 2014年、ナイキゴルフと複数年の総合契約を締結した[2]。
- 2018年12月に元アルペンスキーヤーの清澤恵美子と入籍したことが明らかになった[3]。

## エピソード
- シングルプレイヤーの父から幼少の時にゴルフの手ほどきを受ける。最初はおもちゃのプラスチック製のクラブだったが小学生になった時父親のクラブを与えられた。しかし身体に合わないので薗田はシャフトの中心を握って右脇からグリップが出るやり方で練習場でゴルフクラブを振るようになる。その後10歳の時、近所にジャックニクラウスゴルフセンターというドライビングレンジが出来るとそこのレッスンプロであるトッド・ベイカーから本格的なティーチングを受ける事になる。
- 中学1年の冬休み、家族でオーストラリアのゴールドコーストに遊びに行った。その時ゴルフ場が街の至る所にあるゴルフ天国のゴールドコーストで腕を磨きたいという事になり、家族の協力で中学2年時に渡豪した。はじめは英語が全くわからず語学学校で英語を集中して学んだ。中学3年の時、日本のジュニアトーナメントで腕試しをするため一時帰国をする。いきなり全国中学校ゴルフ選手権夏季大会で優勝した。帰国時に杉並学院のゴルフ部の監督との出会いがあり再び日本に帰国する事になる。
- 最初にマスコミに登場したのが石川遼がプロツアーで勝った翌月、関東アマで優勝した時だった。同じ高校に通う先輩ゴルファーとしてテレビニュースに出た。この試合石川が出場するとあって4日間で11800人の入場者が来た異例なアマチュア選手権であった。この時、石川は薗田君と先輩をメディアの前で君付けで呼んだため有名になった。
- 2010年フジサンケイクラシック最終日。この日薗田は好調でトーナメントリーダーとして最終ホールに入っていた。しかしこのホール、グリーンオーバーしたボールは深いラフへ。最初のアプローチをグリーンに乗せられず再びラフからの難しいアプローチだったが、それが旗包みショットとなりこのホールをボギーで終える。その後、石川遼が最終ホールでバーディを取ったことで、プレーオフへ。4ホール目、二人は4メートル弱につけ、石川はバーディパットをミス。この時、生中継に入っていたテレビ放送は時間切れとなりそのまま延長か薗田がバーディでフィニシュかと期待された。ところが、薗田はバーディパット、パーパットを外し石川の優勝が決まった。

## プロ優勝（2）

### 日本ツアー優勝（2）
| No. | 日付          | 大会                                                    | 優勝スコア            | 2位との差 | 2位      |
| --- | ------------- | ------------------------------------------------------- | --------------------- | --------- | -------- |
| 1   | 2010年6月27日 | 全英への道 ミズノオープンよみうりクラシック             | −15 (70-65-66=201)    | 3打差     | 谷口徹   |
| 2   | 2013年7月7日  | 長嶋茂雄Invitational セガサミーカップゴルフトーナメント | −20 (69-71-61-67=268) | 3打差     | 近藤智弘 |

#### プレーオフ記録 (0-2)
| No. | 年     | 大会                                                    | 対戦相手                | 内容                                                                                 |
| --- | ------ | ------------------------------------------------------- | ----------------------- | ------------------------------------------------------------------------------------ |
| 1   | 2010年 | 長嶋茂雄Invitational セガサミーカップゴルフトーナメント | 小山内護 チョ・ミンギュ | 薗田は2ホール目で脱落。 4ホール目で小山内が優勝。                                    |
| 2   | 2010年 | フジサンケイクラシック                                  | 石川遼                  | 1ホール目から4ホール目まで石川はパー。 4ホール目で薗田がボギー以下となり石川の優勝。 |

### アマチュア時代の優勝
2004年、2005年全国中学校ゴルフ選手権、JJGAポロジュニアゴルフ選手権、2006年日神カップ、フジサンケイジュニア、AJGA Tee Up、関東ジュニア。2007年日韓対抗中学・高校生ゴルフ選手権高校男子の部、関東アマ等。